# Косумце
Косумце (пол. Kosumce) — село в Польщі, у гміні Карчев Отвоцького повіту Мазовецького воєводства.
Населення — 271 особа (2011).
У 1975-1998 роках село належало до Варшавського воєводства.

## Демографія
Демографічна структура станом на 31 березня 2011 року:
|          | Загалом | Допрацездатний вік | Працездатний вік | Постпрацездатний вік |
| -------- | ------- | ------------------ | ---------------- | -------------------- |
| Чоловіки | 132     | 15                 | 101              | 16                   |
| Жінки    | 139     | 31                 | 79               | 29                   |
| Разом    | 271     | 46                 | 180              | 45                   |